# Vilmar
Vilmar este o companie producătoare de utilaje tehnologice și părți componente destinate industriei chimice, petrochimice, petrolului și a gazelor naturale, energetice, metalurgice, construcțiilor mecanice și prelucrării metalelor din România.
Societatea a luat ființă în 1991, în urma privatizării fostei Întreprinderi de Utilaj Chimic și Forjă (IUCFOR) cu grupul francez Genoyer.
Producția companiei este realizată în patru divizii: Forjă (piese matrițate la cald, incluzând flanșe și componente pentru robinete industriale cu obturator sferic; piese forjate liber; flanșe și inele laminate la cald, cu secțiune rectangulară sau profilată), mecanică (flanșe; inele; părți componente pentru robinete industriale cu obturator sferic; uzinare piese diverse pentru clienți), fitinguri (fitinguri ambutisate la cald: coturi sudate, capace, funduri; fitinguri ambutisate la rece și sudate: reducții conice concentrice și excentrice, coturi din segmenți, teuri) și cazangerie (o gamă mare de vase de presiune; schimbătoare de căldură; coloane; rezervoare de stocare; structuri metalice cu diverse utilizări; asamblări mecano-sudate, statice sau dinamice).
Număr de angajați în 2008: 2.550
Cifra de afaceri:
- 2008: 210 milioane lei[1]
- 2007: 173,5 milioane lei[1]